# Héctor Garzó

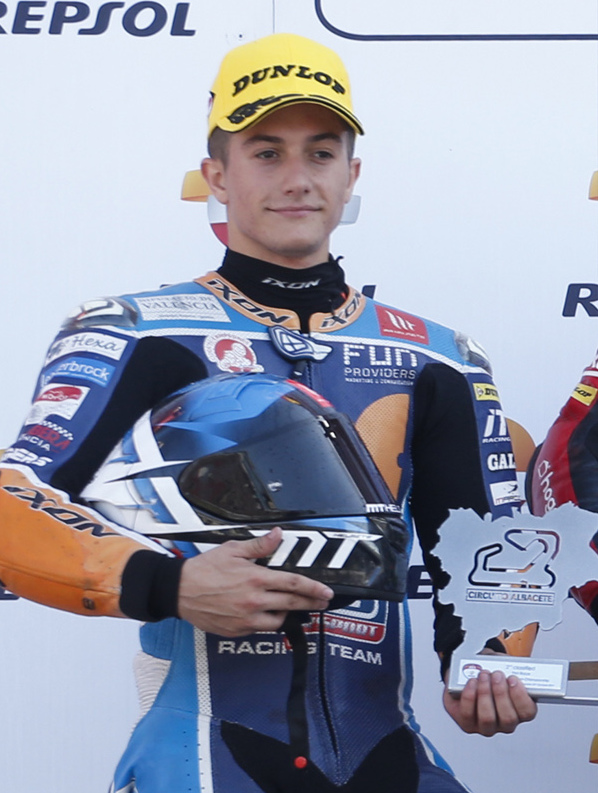
Héctor Garzó op het Circuito de Albacete in 2019.

Héctor Garzó Vicent (Paterna, 9 juni 1998) is een Spaans motorcoureur. In 2024 werd hij wereldkampioen in de MotoE-klasse.

## Carrière
Garzó debuteerde in 2016 in het Spaanse Moto3-kampioenschap voor het team XCTech op een Honda. Hij kende een moeizaam seizoen waarin hij geen kampioenschapspunten scoorde en een 24e plaats in de seizoensopener op het Circuit Ricardo Tormo Valencia zijn beste resultaat was. In 2017 stapte hij desondanks over naar de Spaanse Moto2, waarin hij voor het Team Wimu CNS op een Tech 3 reed. Hij behaalde vier podiumplaatsen en werd met 126 punten vierde in de eindstand achter Eric Granado, Ricard Cardús en Steven Odendaal. Dat jaar debuteerde hij tevens in de Moto2-klasse van het wereldkampioenschap wegrace tijdens de Grand Prix van Groot-Brittannië als vervanger van de geblesseerde Xavi Vierge, maar hij kwam hierin niet aan de finish.
In 2018 behaalde Garzó zijn eerste zege in de Spaanse Moto2 op het Circuito de Albacete en stond hij in drie andere races op het podium. Met 124 punten werd hij achter Jesko Raffin en Edgar Pons derde in het klassement. Dat jaar reed hij in vier WK Moto2-races, afwisselend als vervanger van de geblesseerde coureurs Remy Gardner en Bo Bendsneyder. Een twintigste plaats in Italië was zijn beste resultaat.
In 2019 behaalde Garzó in de Spaanse Moto2 twee overwinningen op het Motorland Aragón en op Albacete. Hiernaast werd hij zesmaal tweede. Met 183 punten werd hij achter Pons tweede in het eindklassement. Daarnaast nam hij dat jaar deel aan de nieuwe MotoE-klasse binnen het WK wegrace bij het team Tech3 E-Racing. Hij eindigde vier keer op het podium, alhoewel hij in de eerste race in Valencia werd gediskwalificeerd omdat zijn bandendruk te laag was. Desondanks werd hij met 69 punten vierde achter Matteo Ferrari, Bradley Smith en Eric Granado.
In 2020 reed Garzó zijn eerste volledige seizoen in het WK Moto2 voor het team Flexbox HP40 en reed hier op een Kalex. Hij kende een redelijk debuutseizoen met vijf top 10-finishes, met een podiumfinish in de voorlaatste race in Valencia als hoogtepunt. Met 63 punten werd hij zestiende in het kampioenschap. In 2021 had hij een lastiger jaar en moest hij de Grand Prix van Duitsland en de TT Assen missen vanwege brandwonden die hij opliep bij een ongeluk in Catalonië. Met een achtste plaats in Portugal als beste resultaat eindigde hij met 16 punten op plaats 23 in het klassement.
In 2022 keerde Garzó terug naar de Spaanse Moto2, dat inmiddels was vervangen door een Europees Moto2-kampioenschap. Hij begon het seizoen op een MV Agusta, maar halverwege stapte hij over naar een Kalex. Een vijfde plaats in de seizoensfinale in Valencia was zijn beste resultaat en hij werd met 42 punten elfde in de eindstand. Dat jaar keerde hij tevens terug in de MotoE-klasse bij het team Tech3 E-Racing. Een vierde plaats in de seizoensopener in Spanje was zijn beste resultaat, waardoor hij met 86 punten achtste werd. In 2023 stapte hij binnen de MotoE over naar het team Dynavolt Intact GP MotoE. In het eerste weekend in Frankrijk eindigde hij twee keer op het podium, voordat hij in de tweede race in Duitsland zijn eerste Grand Prix-overwinning behaalde.

## Statistieken

### Grand Prix

#### Per seizoen
| Seizoen | Klasse | Motor    | Team                     | Races | Winst | Podiums | Poles | SR | Ptn | Pos |
| ------- | ------ | -------- | ------------------------ | ----- | ----- | ------- | ----- | -- | --- | --- |
| 2017    | Moto2  | Tech 3   | Tech 3 Racing            | 1     | 0     | 0       | 0     | 0  | 0   | NC  |
| 2018    | Moto2  | Tech 3   | Tech 3 Racing            | 3     | 0     | 0       | 0     | 0  | 0   | 39e |
| 2019    | MotoE  | Energica | Tech3 E-Racing           | 6     | 0     | 3       | 0     | 1  | 69  | 4e  |
| 2020    | Moto2  | Kalex    | Flexbox HP40             | 15    | 0     | 1       | 0     | 2  | 63  | 16e |
| 2021    | Moto2  | Kalex    | Flexbox HP40             | 16    | 0     | 0       | 0     | 0  | 16  | 23e |
| 2022    | MotoE  | Energica | Tech3 E-Racing           | 12    | 0     | 0       | 0     | 1  | 86  | 8e  |
| 2023    | MotoE  | Ducati   | Dynavolt Intact GP MotoE | 16    | 1     | 6       | 0     | 4  | 215 | 4e  |
| 2023    | Moto2  | NTS      | Fieten Olie Racing GP    | 1     | 0     | 0       | 0     | 0  | 0   | NC  |
| 2024    | MotoE  | Ducati   | Dynavolt Intact GP MotoE | 16    | 4     | 9       | 1     | 3  | 246 | 1e  |
| 2025*   | MotoE  | Ducati   | Dynavolt Intact GP MotoE | 3     | 0     | 2       | 0     | 0  | 54  | 7e  |
| Totaal  | Totaal | Totaal   | Totaal                   | 90    | 5     | 21      | 1     | 11 | 749 |     |

#### Per klasse
| Klasse | Seizoenen                  | 1e GP          | 1e podium          | 1e winst          | Races | Winst | Podiums | Poles | SR | Ptn | Kampioen |
| ------ | -------------------------- | -------------- | ------------------ | ----------------- | ----- | ----- | ------- | ----- | -- | --- | -------- |
| Moto2  | 2017-2018, 2020-2021, 2023 | Duitsland 2017 | Valencia 2020      |                   | 36    | 0     | 1       | 0     | 2  | 79  | 0        |
| MotoE  | 2019, 2022-heden           | Duitsland 2019 | San Marino 2019 R2 | Duitsland 2023 R2 | 54    | 5     | 20      | 1     | 9  | 670 | 0        |
| Totaal | 2017-heden                 | 2017-heden     | 2017-heden         | 2017-heden        | 90    | 5     | 21      | 1     | 11 | 749 | 0        |

#### Races per jaar
(vetgedrukt betekent pole positie; cursief betekent snelste ronde)
| Jaar | Klasse | Motor    | 1       | 2        | 3        | 4        | 5        | 6       | 7       | 8       | 9       | 10      | 11      | 12      | 13      | 14     | 15      | 16      | 17     | 18      | 19      | 20      | Pos | Ptn |
| ---- | ------ | -------- | ------- | -------- | -------- | -------- | -------- | ------- | ------- | ------- | ------- | ------- | ------- | ------- | ------- | ------ | ------- | ------- | ------ | ------- | ------- | ------- | --- | --- |
| 2017 | Moto2  | Tech 3   | QAT     | ARG      | AME      | SPA      | FRA      | ITA     | CAT     | NED     | DUI DNF | TSJ     | OOS     | GBR     | SMR     | ARA    | JPN     | AUS     | MAL    | VAL     |         |         | NC  | 0   |
| 2018 | Moto2  | Tech 3   | QAT     | ARG      | AME      | SPA 23   | FRA DNF  | ITA 20  | CAT     | NED     | DUI     | TSJ     | OOS     | GBR     | SMR     | ARA    | THA     | JPN     | AUS    | MAL     | VAL DNS |         | 39  | 0   |
| 2019 | MotoE  | Energica | DUI 4   | OOS DNF  | SMR1 2   | SMR2 2   | VAL1 DSQ | VAL2 3  |         |         |         |         |         |         |         |        |         |         |        |         |         |         | 4   | 69  |
| 2020 | Moto2  | Kalex    | QAT 17  | SPA 12   | AND DNF  | TSJ DNF  | OOS 15   | STI 9   | SMR DNF | EMI 10  | CAT 13  | FRA 12  | ARA 7   | TER DNF | EUR 7   | VAL 2  | POR DNF |         |        |         |         |         | 16  | 63  |
| 2021 | Moto2  | Kalex    | QAT DNF | DOH 16   | POR 8    | SPA DNF  | FRA DNF  | ITA 13  | CAT DNF | DUI     | NED DNS | STI DNF | OOS 15  | GBR DNF | ARA DNF | SMR 20 | AME DNF | EMI DNF | ALG 12 | VAL DNF |         |         | 23  | 16  |
| 2022 | MotoE  | Energica | SPA1 4  | SPA2 DNF | FRA1 5   | FRA2 8   | ITA1 9   | ITA2 10 | NED1 5  | NED2 10 | OOS1 5  | OOS2 8  | SMR1 10 | SMR2 14 |         |        |         |         |        |         |         |         | 8   | 86  |
| 2023 | MotoE  | Ducati   | FRA1 2  | FRA2 3   | ITA1 4   | ITA2 6   | DUI1 DNF | DUI2 1  | NED1 7  | NED2 11 | GBR1 4  | GBR2 5  | OOS1 4  | OOS2 5  | CAT1 3  | CAT2 4 | SMR1 2  | SMR2 2  |        |         |         |         | 4   | 215 |
| 2023 | Moto2  | NTS      | POR     | ARG      | AME      | SPA      | FRA      | ITA     | DUI     | NED     | GBR     | OOS     | CAT     | SMR     | IND     | JPN    | INA     | AUS     | THA    | MAL     | QAT     | VAL DNF | NC  | 0   |
| 2024 | MotoE  | Ducati   | POR1 2  | POR2 2   | FRA1 DNF | FRA2 DNF | CAT1 4   | CAT2 5  | ITA1 3  | ITA2 8  | NED1 1  | NED2 3  | DUI1 1  | DUI2 1  | OOS1 2  | OOS2 1 | SMR1 4  | SMR2 7  |        |         |         |         | 1   | 246 |
| 2025 | MotoE  | Ducati   | FRA1 WD | FRA2 WD  | NED1 9   | NED2 5   | OOS1 2   | OOS2 3  | HON1    | HON2    | CAT1    | CAT2    | SMR1    | SMR2    | POR1    | POR2   |         |         |        |         |         |         | 7*  | 54* |

* Seizoen nog bezig.